# Cristian Bartha
Cristian Bartha  est un joueur roumain de volley-ball né le 29 novembre 1985 à Bucarest. Il mesure 1,91 m et joue passeur. Il est international roumain.

## Clubs
| Club                          | Pays     | De        | À         |
| ----------------------------- | -------- | --------- | --------- |
| Steaua Bucarest               | Roumanie | 2001-2002 | 2001-2002 |
| Martigues Volley-Ball         | France   | 2002-2003 | 2002-2003 |
| Salon de Provence Volley-Ball | France   | 2003-2004 | 2003-2004 |
| Annecy Volley-Ball            | France   | 2004-2005 | 2005-2006 |
| Chaumont VB 52                | France   | 2006-2007 | 2007-2008 |
| VBC Axis Shanks Guibertin     | Belgique | 2008-2009 | 2009-2010 |
| Azad University               | Iran     | 2010-2011 | 2010-2011 |
| AS Cannes                     | France   | 2011-2012 | 2011-2012 |
| Nice Volley-Ball              | France   | 2012-2013 | …         |
| Maccabi Hod Hasharon          | Israël   | 2013-2014 | …         |
| Arcada Galati                 | Roumanie | 2014-2015 | …         |
| SCM Craiova                   | Roumanie | 2015-2016 | …         |